# 帕托卡鎮區 (印地安納州杜波伊斯縣)
帕托卡鎮區（英語：Patoka Township）是位於美國印地安納州杜波伊斯縣的一個行政鎮區。

## 地方資料
根據2010年美國人口普查的數據，帕托卡鎮區的面積為103.20平方千米，當中陸地面積為101.70平方千米，而水域面積為1.50平方千米。當地共有人口7527人，而人口密度為每平方千米72.94人。